# Kemnitz (Werder (Havel))
Kemnitz ist ein Ortsteil der Stadt Werder (Havel) (Landkreis Potsdam-Mittelmark, Brandenburg). Bis zur Eingemeindung in die Stadt Werder am 31. Dezember 2001 war Kemnitz eine selbständige Gemeinde, die im Mittelalter zur kleinen Adelsherrschaft derer von Rochow gehörte.

## Geographische Lage
Kemnitz liegt im nördlichen Teil des Stadtgebietes von Werder (Havel). Es grenzt im Norden an Phöben, im Osten an Töplitz, im Süden an das Gebiet der Kernstadt Werder, im Westen an Plötzin (alle Ortsteile der Stadt Werder (Havel)) und auf kurze Erstreckung an Krielow (Gemeinde Groß Kreutz (Havel)). Mit 497 ha hat Kemnitz eine kleine Gemarkung. Östlich des alten Ortskern am Großen Zernsee liegt der Wohnplatz Kolonie Zern etwa an der Stelle des im 14. Jahrhundert wüst gefallenen Dorfes Zernow.
Das Gemeindegebiet wird von der zweigleisigen Trasse der Bahnstrecke Berlin–Magdeburg und der A 10 gequert. Die Abfahrt Phöben liegt auf der Gemarkung von Kemnitz.

## Geschichte
Das Dorf wurde 1375 im Landbuch Karls IV. erstmals urkundlich erwähnt (als Kemenitz). Der Name ist slawischen Ursprungs und geht auf eine altpolabische/altsorbische Grundform *Kamenica oder *Kamenec zurück, die als Ort an einem Steinbach oder als Ort in steinigem Gelände zu übersetzen wäre. Nach der Siedlungsform ist es ein Gassendorf mit Gut.

“Bona Wichardi et Wi. de Rochow … Kemenitz sunt 31 mansi, quorum plebanus habet 1, prefectus 4or, tenetur ad equum pheudalem dat 1 frustrum. Ad pactum quilibet 4½ modios siliginis et 4or modios avene. Cossati sunt 4or, quilibet dat 2 solidos vinconum et 1 pullum. Taberna non est. Supremum iudicium et servicium curuum habet Mews Postamp, emit a R(ochow), fuit prius Jacobi Mukums. …”

Die ursprüngliche Hufenzahl des Dorfes ist unklar. Nach dem Landbuch von 1375 hatte der Ort 31 Hufen, davon hatte der Pfarrer eine von Abgaben befreite Hufe und der Schulze sechs freie Hufen. Möglicherweise waren darin schon die Hufen des wüst gefallenen Dorfes Zernow enthalten. Der Schulze hatte sich von der Bereitstellung eines Pferdes bereits losgekauft und bezahlte dafür ein Frustrum. Jede abgabenpflichtige Hufe musste 4½ Scheffel Roggen und vier Scheffel Hafer an jährlicher Abgaben aufbringen. Es lebten vier Kossäten im Dorf, von denen jeder einmal im Jahr zwei Schillinge Vinkenaugen und ein Huhn bezahlen musste. Das Obergericht war im Besitz des Mews Postamp (Potsdam), das er von Wichard von Rochow zu Lehen hatte. Auch die Wagendienste bzw. Spanndienste der Bauern standen ihm zu. Vor Mews Potsdam waren Obergericht und Wagendienste im Besitz des Jacob Mukum. Es gab keinen Krug im Dorf. 1450 sind es 32 Hufen, davon hatte der Pfarrer zwei freie Hufen (inkl. der Pfarrhufe von Zernow?) und der Schulze sechs freie Hufen. damals scheint noch kein Rittergut im Dorf existiert zu haben. Erst 1550 überwies Jakob I. von Rochow den Wohnhof in Kemnitz mit drei freien Hufen und die Abgaben von 15 Höfen seiner Frau als Leibgeding. Die Kirchenvisitation von 1541 stellte fest, dass in Kemnitz 30 Kommunikanten lebten. 1624 lebten drei Hüfner, drei Kossäten, ein Hirte, ein Laufschmied und ein Hirtenknecht im Dorf. Das Rittergut umfasste mittlerweile elf Hufen. Dem standen nur noch sechs Bauernhufen und die zwei Pfarrhufen gegenüber. Der Dreißigjährige Krieg hat Kemnitz hart getroffen. 1652 lebten noch zwei Hüfner und zwei Kossäten im Dorf. Selbst 1682/3 gab es immer noch zwei wüste Höfe in Kemnitz. 1685 gehörten zum Rittergut elf Hufen, ein Weinberg und drei Gärten. 1745 wird von drei ansässigen Bauern berichtet, 1772 von nur zwei Kossäten. 1801 lebten dann fünf Ganzkossäten, 14 Einlieger, ein Fischer und ein Förster im Dorf; insgesamt gab es 29 Feuerstellen. Außerdem wird erstmals ein Krug im Dorf erwähnt. 1837 verzeichnet das Dorf 21 Wohnhäuser, 1858 gehörte zum Rittergut auch eine Schäferei.

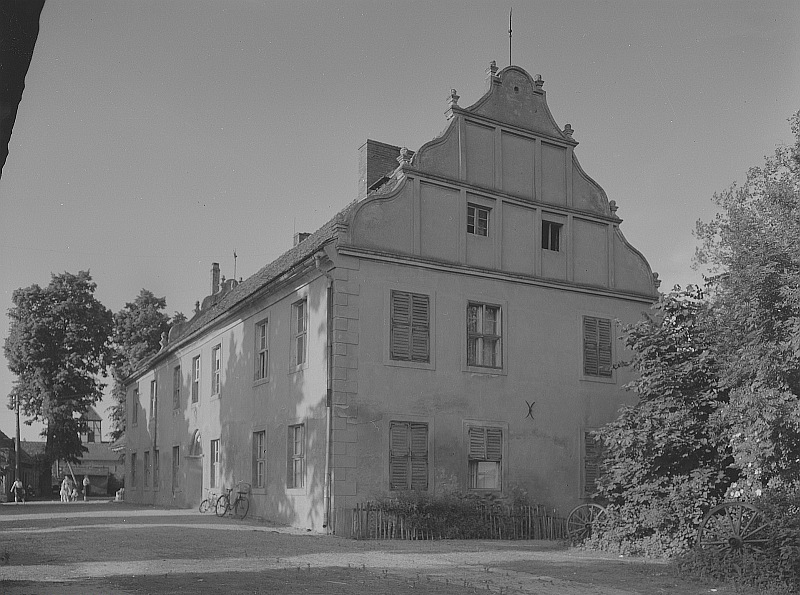
Gutshaus Kemnitz um 1900. Deutsche Fotothek.

1900 waren es 28 Häuser in der Ortschaf und 1931 konkret 37 Wohnhäuser mit 55 Haushaltungen. Anfang des 19. Jahrhunderts sind Hans von Brietzke-Knoblauch (1809–1869), verheiratet mit Luise Busch, dann deren Sohn Friedrich Hans von Brietzke die Grundherren auf Rittergut Kemnitz. Der Letztgenannte ist Major a. D., Rechtsritter im Johanniterorden und Fideikommissherr, eine auf Ebene der Stiftung basierende Erbregelung zur Sicherung der Besitzungen für die direkten Nachfolgenerationenen. Gut Kemnitz hatte damals nach dem Generaladressbuch der Rittergutsbesitzer in Preußen einen Umfang von 797 ha, davon waren 574 ha Waldbesitz. Die Söhne des Hauses v. Brietzke-Kemnitz gingen über die Generationen zumeist auf das Adelsinternat der Ritterakademie am Dom Brandenburg und begannen dort ihre Karrieren als Gutsherr oder Militär. 1914 beinhaltete das Rittergut Kemnitz mit Kemnitzerheide und Phöben 978 ha. Letzte Grundherren auf Kemnitz mit Phöben waren Hans Friedrich Theodor v. Brietzke (1873–1946), seine Frau Benny von Bennigsen und deren Sohn als Erbe Hans Henning Kunz von Brietzke-Kemnitz, welcher mit seiner Familie nach der Bodenreform in Niedersachsen lebte.
1946 wurde das Rittergut der von Britzke mit 106 ha Acker, 15 ha Wiese, 582 ha Wald und 171 ha Gärten, insgesamt 874 ha im Rahmen der Bodenreform enteignet. 277,2 ha wurden an die Gemeinde Phöben abgegeben. Bis Oktober 1946 wurde das Gut als Versorgungsgut von der Roten Armee genutzt. Später wurden im Herrenhaus fünf Wohnungen eingerichtet.
1958 bildete sich die erste LPG Typ III mit 21 Mitgliedern und 143 ha bewirtschafteter Nutzfläche. Sie hatte 1960 bereits 35 Mitglieder und 189 ha Nutzfläche. Im selben Jahr wurde auch eine LPG Typ I mit 35 Mitgliedern und 189 ha gegründet. Sie wurde bereits 1962 an die LPG Typ III Morgenrot angeschlossen. 1967 schlossen sich die LPG's von Kemnitz und Phöben zusammen. die neue LPG hatte ihren Sitz zunächst in Kemnitz, ab 1973 in Phöben. Die LPG nutzte die Wirtschaftsgebäude des früheren Rittergutes.
Nach der Wende wurde das Gut 1993 an einen Privatinvestor verkauft, der aus den Wirtschaftsgebäuden Privatwohnungen machte.

### Politische Geschichte
Bei seiner ersten Nennung im Jahr 1375 wurde Kemnitz unter den Dörfern der historischen Landschaft Zauche und unter den Besitzungen der Wichard und Wichard von Rochow aufgeführt. Die Rochows hatten es an Mews Postamp weiter verliehen, vor diesem hatte es Jacob Mukum. Bereits vor 1450 war es wieder an die Rochows gefallen, die bis 1584 im Besitz von Kemnitz waren. Hans Zacharias von Rochow verkaufte in diesem Jahr Kemnitz mit der Kemnitzerheide bei Ferch und weiteren Besitzungen an Thomas von Görne. 1599 erhielt es der Magdeburger Domherr Christoph von Görne. Wenig später, 1608, verkaufte der es an Hans XIII. von Rochow, dem Amtshauptmann des Amtes Zinna aus der Plessower Rochow-Linie. 1686/1687 veräußerte es die Familie von Rochow-Plessow. Grundlage war das Ableben des ledig gebliebenen Domherrn Hans Christoph I. von Rochow, der Gutsherr in Kemnitz war und die Begüterung einst, am 27. Februar 1656 die Lehne empfangen hatte. Erblasser war der Vater Daniel II. von Rochow (1586–1656), Amtshauptmann zu Amt Dahme und Amt Jüterbog. Es waren dann Daniel`s Cousins, Söhne des Oberst Hans XIV. von Rochow, und zwar Hans Ernst von Rochow auf Gut Plessow und Friedrich Wilhelm I. von Rochow auf Gutshaus Stülpe, die den Ort Kemnitz für 6.600 Taler an Friedrich von Görne gaben. Dieser wiederum veräußerte es etwas später an seinen Onkel Lewin Werner von Görne, wahrscheinlich im parallelen Tausch für Schloss Plaue.
1717 wurde Kemnitz an Heinrich Carl von der Marwitz verkauft; er war erst Obrist des kgl. Leibregiments und folgend Generalmajor. Er konzentrierte sich aber bald mehr auf sein 1724 anderes erworbenes Gut Gusow im Land Lebus. 1735 verkaufte er Kemnitz an den Landrat Curdt Friedrich (Kurt Friedrich) von Britzke-Bensdorf (1703–1740), der mit Auguste Dorothee von Tschammer verheiratet war und mit ihr neun Kinder hatte, die sehr früh verstarben. Kemnitz ging so im Lehnverbund der Familie an eine andere genealogische Linie, die Nachfahren einer Tante. Dorothee Elisabeth von Brietzke-Bensdorf (1686–1742) heiratete Friedrich Moritz von Brietzke auf Knoblauch II. Ihr Urenkel ist Hans Friedrich Moritz von Brietzke-Kemnitz (1809–1869). Die Britzkes blieben nun im Besitz des Rittergutes bis 1945. Im Jahre 1849 endete die Patrimonialgerichtsbarkeit der von Britzke. Mit der Ausbildung der Kreise kam Kemnitz zunächst zum Zauchischen Kreis, 1816 dann zum Zauch-Belzigschen Kreis bis zu seiner Auflösung in der Kreisreform von 1952. Damals entstand der Kreis Potsdam-Land im Bezirk Potsdam, der bis zur erneuten Kreisreform von 1993 Bestand hatte und danach im Landkreis Potsdam-Mittelmark aufging. Mit der Wende und der Wiedergründung der Länder ging der Bezirk Potsdam komplett im Land Brandenburg auf. Mit der Ämterbildung 1992 im Land Brandenburg schloss sich Kemnitz mit sieben anderen Gemeinden zum Amt Werder zusammen, das seinen Sitz in der Stadt Werder (Havel) hatte. Zum 31. Dezember 2001 wurde Kemnitz in die Stadt Werder (Havel) eingegliedert und ist seitdem ein Ortsteil der Stadt Werder (Havel). Das Amt Werder wurde 2003 aufgelöst.

### Kirchliche Verhältnisse
Kemnitz war ursprünglich Mutterkirche, darauf deutet die Pfarrhufe hin, die 1375 im Landbuch erscheint. Um 1450 war sie zur Tochterkirche von Phöben herabgesunken. Seit kurz vor 1541 war sie dann Tochterkirche von Groß Kreutz. 1541 hat der Pfarrer seine beiden Pfarrhufen verpachtet und bekommt dafür ein Wispel Pacht. Außerdem stehen ihm der Kornzehnt und ein Drittel des Fleischzehnten zu. Er hat außerdem den Zehnten von der wüsten Feldmark Zern, die die Kemnitzer Bauern offensichtlich bebauen. Der Küster erhält für seine Tätigkeit 17 Scheffel Roggen Scheffelkorn, Brote und Ostereier. Die Kirche hat einiges Land, das aber nur alle sechs Jahre bebaut werden kann sowie zehn Schafe. Von 1573 bis 1924 gehörte Kemnitz zur Inspektion bzw. Superintendentur Neustadt Brandenburg, seit 1924 zur Superintendentur Lehnin.
Seit 2004 gehört Kemnitz zum Pfarrbereich Töplitz.

### Bevölkerungsentwicklung
| Jahr | Einwohner |
| ---- | --------- |
| 1772 | 141       |
| 1801 | 147       |
| 1817 | 147       |
| 1837 | 135       |
| 1858 | 172       |

| Jahr | Einwohner |
| ---- | --------- |
| 1871 | 183       |
| 1885 | 214       |
| 1895 | 193       |
| 1905 | 192       |
| 1925 | 188       |

| Jahr | Einwohner |
| ---- | --------- |
| 1939 | 267       |
| 1946 | 425       |
| 1964 | 372       |
| 1971 | 381       |
| 1981 | 323       |

| Jahr | Einwohner |
| ---- | --------- |
| 1991 | 388       |
| 2000 | 407       |
| 2008 | 254       |

Quelle:

## Denkmale
Die Denkmalliste des Landes Brandenburg Lkr. Potsdam-Mittelmark verzeichnet für Kemnitz zwei Baudenkmale und insgesamt zwölf Bodendenkmale.

### Baudenkmale
- Die Dorfkirche Kemnitz ist ein kleiner rechteckiger spätgotischer Bau aus Feldstein mit Ziegeln. Die Kirche wurde 1704 und nach Brand 1747 im Jahr 1755 renoviert. Dabei wurde der Bau aufgestockt und die Fensteröffnungen stichbogenartig verändert. der Bau ist mit einem Walmdach gedeckt und besitzt einen verbretterten Fachwerkdachturm. Das Innere ist schlicht gehalten mit einer Hufeisenempore, wahrscheinlich von 1798 mit späteren Ergänzungen und einem Kanzelaltar wohl um 1756. 2001/2002 wurde die Kirche saniert und die Außenwände mit einer rötlichen Kalkschlämme versehen.
- Ehem. Gutshaus. Das Gutshaus ist ein zweigeschossiger Putzbau, der 1702 errichtet wurde. Dendrochronologisch datierte Balken (d 1685) deuten im Kern auf einen älteren Bau hin, oder auf Wiederverwendung älteren Materials. Die Schmalseiten weisen geschweifte Schmuckgiebel auf, die Ecken sind rustiziert. Beiderseits des rundbogigen Hauptportal sind Sitznischen, über dem Bogen ist das Wappenschild der von Britzke angebracht, die seit 1735 das Gut besaßen. Die Neben- und Wirtschaftsgebäude der Gutsanlage stammen überwiegend aus der zweiten Hälfte des 19. Jahrhunderts. Sie wurden 1994 bis 1996 umgebaut und restauriert. Vormals konnte das alte Herrenhaus Kemnitz die in Brandenburg wenig vorkommenden Alkoven vorweisen.[19]

### Bodendenkmale
Die Bodendenkmale und Funde erstrecken sich von der Steinzeit bis ins Mittelalter. Sie zeigen, dass die Gegend um Kemnitz zeitweise dicht besiedelt war. So wurden im Gräberfeld der Römischen Kaiserzeit südöstlich von Kemnitz (Nr. 30735) 600 bis 900 Urnenbestattungen nach gewiesen. Als Bodendenkmale sind ausgewiesen:
- Nr. 30733 Flur 3: ein Gräberfeld der Bronzezeit
- Nr. 30734 Flur 3: ein Gräberfeld aus dem slawischen Mittelalter
- Nr. 30735 Flur 3: ein Gräberfeld der römischen Kaiserzeit, ein Gräberfeld der Eisenzeit
- Nr. 30736 Flur 2: eine Siedlung der Bronzezeit, eine Siedlung aus dem deutschen Mittelalter
- Nr. 30737 Flur 2: ein Gräberfeld der römischen Kaiserzeit
- Nr. 30738 Flur 2: eine Siedlung der Urgeschichte
- Nr. 30739 Flur 2: eine Siedlung der Urgeschichte
- Nr. 30740 Flur 4: eine Siedlung des slawischen Mittelalters
- Nr. 30741 Flur 2: ein Gräberfeld der römischen Kaiserzeit
- Nr. 30744 Flur 2: eine Siedlung des deutschen Mittelalters, eine Siedlung der Eisenzeit
- Nr. 31131 Fluren 1 und 2 (Kemnitz), Flur 32 (Werder): Dorfkern des Mittelalter, eine Siedlung des slawischen Mittelalter, Dorfkern der Neuzeit, ein Gräberfeld der Eisenzeit, eine Siedlung der Bronzezeit

### Naturdenkmäler
- Eiche am Nordufer des Großen Plessower Sees mit einem Brusthöhenumfang von 7,73 m (2016).[20]

## Tourismus und Wirtschaft
Der alte Dorfkern und seine nächste Umgebung ist sehr touristisch geprägt. So gibt es zwei Hotels der gehobenen Klasse (3- und 4-Sterne), zahlreiche Ferienwohnungen, Privatzimmer und Pensionen. Nordöstlich des Dorfkerns hat sich ein großes Gestüt angesiedelt. Nördlich der Bahntrasse wurde 1994 bis 1996 eine 27-Loch-Golfanlage gebaut.
Im östlichen Teil der Gemarkung entstand ein großes Industriegebiet in der Ecke Berliner Ring Ring/Phöbener Chaussee.

## Persönlichkeiten
- Arthur von Brietzke, General, 1848 in Kemnitz geboren